# Titus Flavius Vespasianus
 "Titus" omdirigeres hertil. For andre betydninger af Titus, se Titus (flertydig).
Titus Flavius Vespasianus (30. december 39 – 13. september 81), kendt som Titus, var romersk kejser fra 79 – 81 og ældste søn af Vespasian. 
Claudius (41 – 54) lod Titus opdrage sammen med sin egen søn Britannicus. Nero (54 – 68) sendte Vespasian til Afrika som statholder, og i år 66 fik han kommandoen over den romerske hær i Judæa, hvor den jødiske befolkning gjorde oprør. Sønnen Titus var officer i faderens hær. Da faderen i år 69 blev udråbt til kejser, overtog Titus kommandoen i Judæa og belejrede, indtog og ødelagde Jerusalem i år 70. Til minde om denne sejr rejste han Titus' triumfbuen på Forum Romanum. Titus var i faderens regeringsperiode konsul, og han havde også kommandoen over Prætorianergarden. Efter faderens død, lod Titus opføre "Vespasians Tempel" på Forum, ligesom han fuldførte byggeriet af Colosseum, som blev indviet i år 80. 
Under Titus' regeringstid havde Vesuv sit kendte store udbrud, som begravede Pompeji, Herculaneum med flere. Samtidig udbrød en stor brand i Rom, hvor Capitol og en stor del af Marsmarken blev hærget af ild i flere dage. Kejser Titus var først gift med Arrecina Tertulla og efter hendes død med Marcia Furnilla, med hvem han fik datteren Flavia Julia. I sin ungdom havde Titus i Judæa et kærlighedsforhold til jødiske Julia Berenice, søster til kong Herodes Agrippa II.
I sin korte regeringstid blev Titus yderst populær, hovedsagelig på grund af sin gavmildhed og venlighed; egentlige evner som statsleder fik han ikke meget tid til at vise.
Titus døde i år 81 og blev efterfulgt af sin broder Domitian, som længe havde forsøgt at sætte hæren op imod ham for selv at blive kejser.
Han er kunstnerisk behandlet i Mozarts opera "Titus".